# Jean Pelletier
Jean Pelletier (ur. 9 marca 1963 w Saint-Sulpice) – francuski duchowny katolicki, biskup Mende (nominat).  

## Życiorys
Święcenia kapłańskie otrzymał 26 czerwca 1994 i został inkardynowany do diecezji Angers. 
20 maja 2025 papież Leon XIV mianował go biskupem diecezji Mende.